# Le quattro stagioni di Don Backy
Le quattro stagioni di Don Backy è un album di Don Backy, pubblicato nel dicembre del 1968 su etichetta Amico.
Il disco ha un'atmosfera quasi sinfonica per quei tempi, e fu concepito in dodici mesi, appunto quattro stagioni, in collaborazione con Detto Mariano. La copertina è disegnata dal pittore Mario Moletti, come anche le 12 tavole all'interno, ciascuna delle quali rappresenta un mese, come anche le canzoni.
Si può considerare il secondo concept album italiano dopo Tutti morimmo a stento di Fabrizio De André uscito ad ottobre dello stesso anno. 
Questo lavoro è considerato un cult della musica italiana, molto ricercato da collezionisti in vinile e fan del cantautore, esiste anche un'edizione senza tavole a busta chiusa con numero di catalogo differente.
La canzone Aprile verrà inserita successivamente nel 45 giri Frasi d'amore/L'arcobaleno con arrangiamenti differenti e con titolo diverso, appunto Frasi d'amore.

## Tracce
Brani composti da Mariano Detto e Don Backy.
Lato A
1. Gennaio
2. Febbraio
3. Marzo
4. Aprile
5. Maggio
6. Giugno

Lato B
1. Il mese di luglio
2. Agosto
3. Settembre
4. Ottobre
5. Novembre
6. Dicembre

## Formazione
- Don Backy - voce
- Mariano Detto - conduttore orchestra, arrangiamenti